# Sokolovo (gmina miejska Lazarevac)
Sokolovo (cyr. Соколово) – wieś w Serbii, w mieście Belgrad, w gminie miejskiej Lazarevac. W 2011 roku liczyła 562 mieszkańców.